# Evert Hoek
Pour les articles homonymes, voir Hoek.
Evert Hoek, né le 23 août 1933 en Rhodésie du Sud, aujourd'hui Zimbabwe et mort le 6 juillet 2024,, est un ingénieur mécanique zimbabwéen-canadien spécialisé en génie géotechnique et un expert international de premier plan en mécanique des roches.

## Biographie
Evert Hoek commence ses recherches sur la mécanique des roches en 1958 (en raison de problèmes de roche cassante dans les mines d'or profondes en Afrique du Sud) et obtient en 1965 un doctorat à l'Université du Cap (fracture de la roche dans des conditions de contrainte statique). À partir de 1965, il est à l'Imperial College, où il crée à la Royal School of Mines un centre de mécanique des roches à l'échelle de la faculté. Il y développe, entre autres en 1968, un essai triaxial pour la Mécanique des Roches. Plus tard, il devient professeur à l'Université de Toronto en 1975 pendant douze ans en tant qu'ingénieur-conseil principal chez Golder Associates (où il est directeur principal et président) à Vancouver, puis ingénieur-conseil indépendant auprès d'une firme d'ingénierie privée à Vancouver.
Hoek est élu membre de l'Académie nationale d'ingénierie des États-Unis en 2006 pour ses contributions mondiales majeures au développement et à l'application de procédures de conception rationnelles pour les systèmes d'ingénierie dans la roche. Il est également membre  de la Royal Academy of Engineering  et de l'Académie canadienne du génie. Il obtient un doctorat (D. Sc.) de l'Université de Londres et des doctorats honorifiques de l'Université de Toronto et de l'Université de Waterloo. Il reçoit le premier prix de la Société internationale Mueller de mécanique des roches et est professeur Rankine en 1983 (résistance des masses rocheuses jointes) et professeur Terzaghi en 2000 (grands tunnels dans la roche de mauvaise qualité). Il publie plus de 100 articles et 3 livres. Son classique Rock Slope Engineering est mis à jour par Duncan Wyllie dans une 5e édition publiée par CRC Press en 2017.